# Andreaskirche (Dresden)

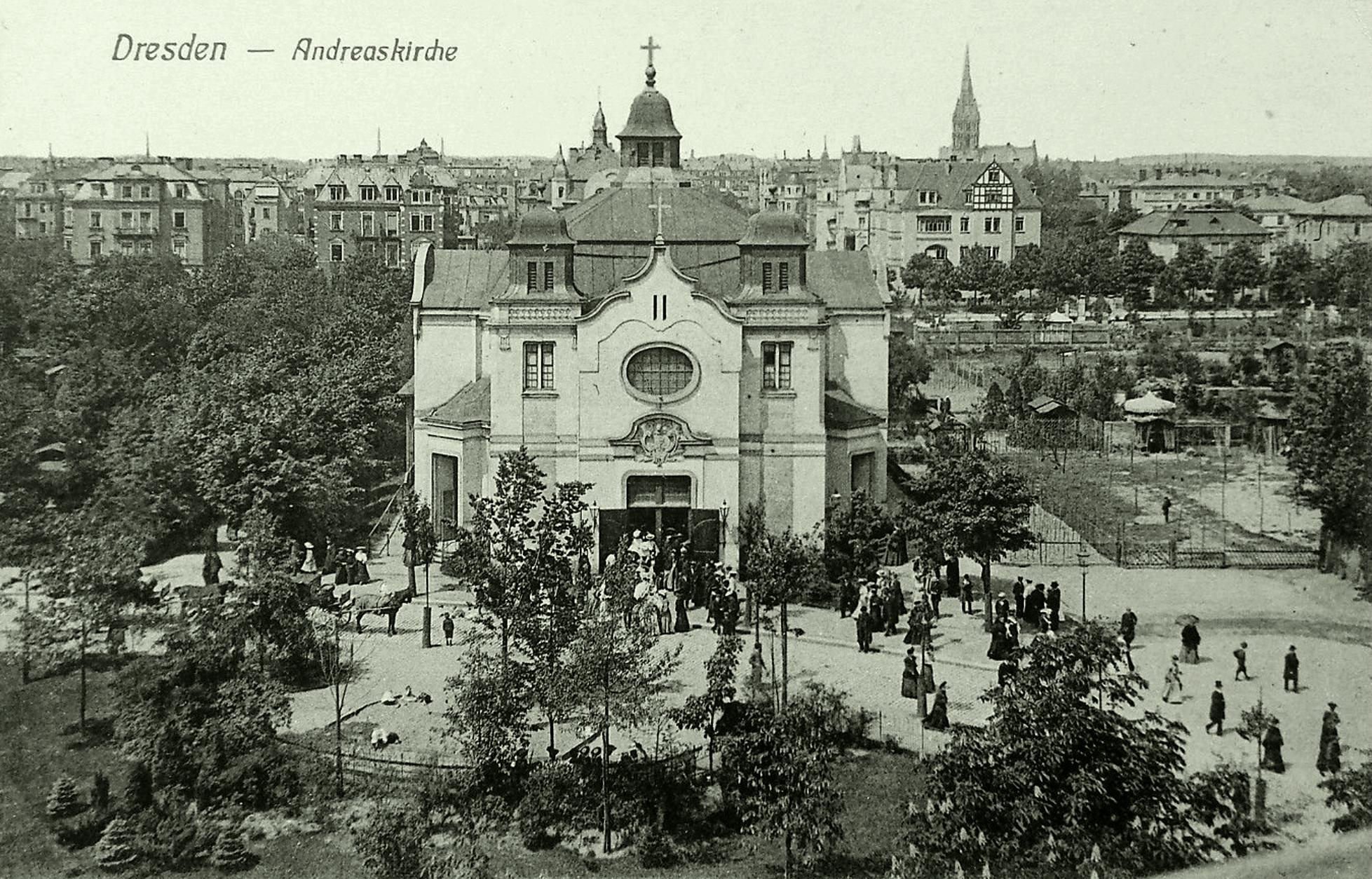
Andreaskirche in Dresden um 1915

Die Andreaskirche war eine evangelisch-lutherische Kirche in Dresden, in der Johannstadt, am Stephanienplatz zwischen Canalettostraße und Dinglingerstraße. Sie war eigentlich nur als Interimslösung bis zu einem größeren Neubau gedacht, wurde 1901–1902 im neobarocken Stil erbaut und 1945 beim Luftangriff auf Dresden am 13. Februar zerstört.

## Vorgeschichte

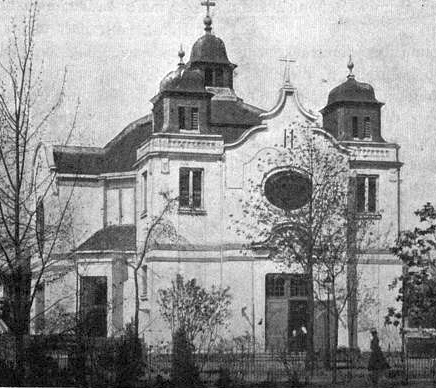
Andreaskirche

Nachdem das Bauverbot für das Gebiet im Jahr 1874 aufgehoben wurde, entstand in sehr kurzer Zeit der Stadtteil Johannstadt. Dieser wurde kirchlich in Nord und Süd gegliedert. Während in Johannstadt-Nord die 1891–1893 erbaute Trinitatiskirche die Seelsorge übernahm, wurde für den südlichen Teil eine neue Kirche benötigt. Auf den starken Einwohnerzuwachs reagierte man mit dem von Juli 1901 bis 8. Juni 1902 ausgeführten Bau der Interimskirche für die Andreasgemeinde mit 850 Sitzplätzen.

## Andreaskirche
Der Dresdner Baumeister Oskar Kaiser wurde mit dem Bau beauftragt. Es entstand ein turmloser Zentralbau mit Kuppel im neobarocken Stil in der Grundrissform eines griechischen Kreuzes. Das hervorgehobene Eingangsportal, beidseitig von kleinen Glockentürmen flankiert, besaß über der Eingangspforte ein Sandsteinrelief und darüber ein ovales, bleiverglastes Fenster. Der in Kombination von Ziegelmauerwerk mit Ständerfachwerk errichtete Bau mit einfacher, verputzter Fassade fügte sich in die Bebauung des Stephanienplatzes ein. Die Kirche besaß eine optisch wirkungsvolle Ausstattung mit reichen plastischen Stuckelementen, ein geräumiges Inneres mit Altarplatz, Mittelschiff und Seitenschiffen sowie beidseitigen Emporen. Den oberen Abschluss des Innenraums bildete eine dekorativ verzierte gewölbte Stuckdecke. Auf eine weitere künstlerische Ausstattung wurde zugunsten des geplanten Neubaus verzichtet.
Das aus drei Bronze-Glocken bestehende Geläut war auf die beiden Glockentürme neben dem Eingangsportal und dem als Glockenturm ausgebildeten, mittig aufgesetzten Dachreiter aufgeteilt.
Das Altargemälde war aus Sparsamkeitsgründen eine Kopie. Das Kirchengestühl bestand aus einfachem Holz, war zweckmäßig und schlicht gestaltet und wurde durch Stuhlreihen ergänzt. Am 8. Juni 1902 wurde die Kirche durch Oberhofprediger Franz Dibelius mit einem Festgottesdienst geweiht. Vor der Kirche befand sich eine parkähnliche Anlage mit sternförmig angeordneten Wegen.
Die dreimanualige Orgel wurde von der Dresdner Orgelbauwerkstatt Jehmlich im Jahr 1935 installiert.

## Zeit bis 1945

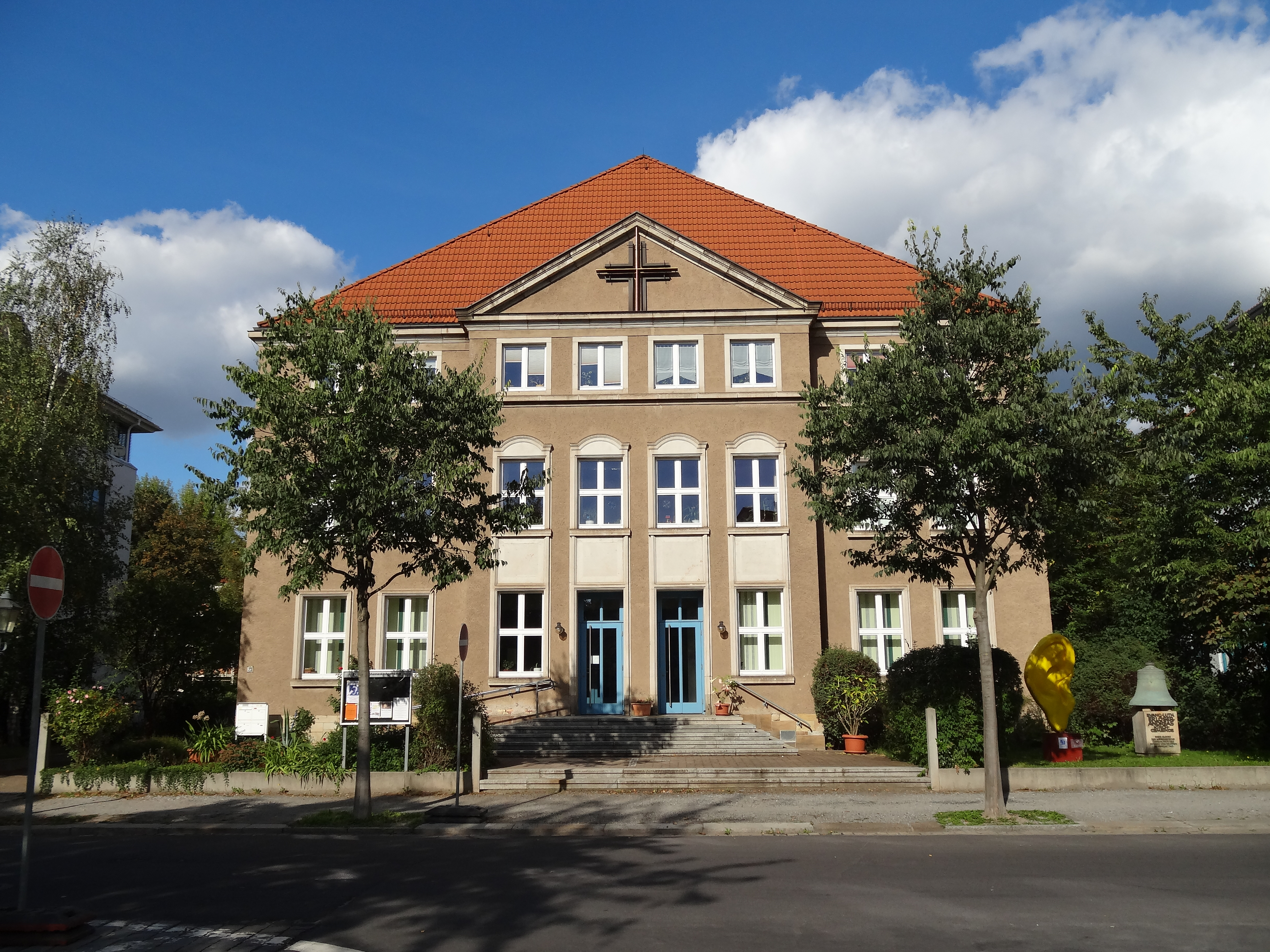
Gemeindehaus Haydnstraße 23

Um 1906 mietete man das Gebäude Haydnstraße 23 und nutzte es für Pfarramt und Verwaltung. Entsprechend den Planungen sollte die Kirche nach zehn Jahren durch einen repräsentativen, dauerhaften Sakralbau ersetzt werden. Im Jahr 1912 führte der Kirchenvorstand dafür einen Architekturwettbewerb durch. Es wurden 178 Entwürfe eingereicht und vier davon vom prominent besetzten Preisgericht mit Preisen ausgezeichnet. Der mit dem 2. Preis bedachte Entwurf des Dresdner Architekten Paul Bender wurde schließlich zur Ausführung bestimmt.
Der Erste Weltkrieg und die wirtschaftlichen Schwierigkeiten in der anschließenden Inflationszeit verhinderten dieses Bauvorhaben. Die Kirchgemeinde entschloss sich stattdessen zum Bau eines Gemeindehauses. Dazu erwarb man das Grundstück Canalettostraße 15 und beauftragte den Architekten und städtischen Baudirektor Ludwig Wirth mit der Planung. Ende 1929 erfolgte die feierliche Grundsteinlegung, und im Jahr 1932 wurde das neue Gemeindehaus eingeweiht. Später kam für die Gemeindepflege ein weiteres Gebäude auf dem Grundstück Schumannstraße 14 hinzu. Um 1934 wurden Baumaßnahmen an der Kirche erforderlich, so verstärkte man die mittleren Pfeiler und sorgte damit für eine bessere Standsicherheit. Weitere geplante Baumaßnahmen verhinderte der Zweite Weltkrieg.

## Nach 1945

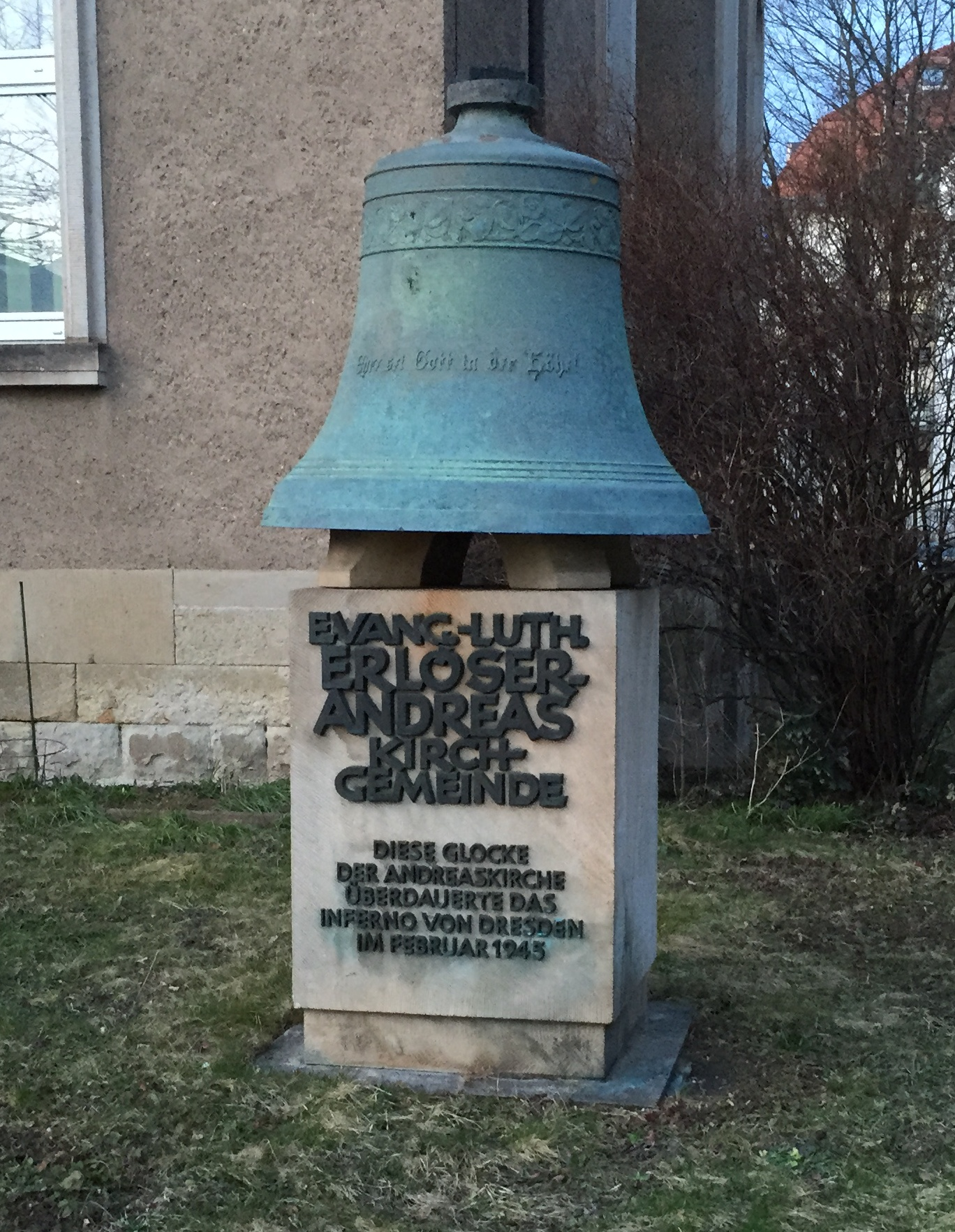
Erhaltene Glocke

Die verheerenden Luftangriffe auf Dresden zerstörten auch das Kirchengebäude. Bereits beim ersten Angriff am 13. Februar von Spreng- und Brandbomben mehrfach getroffen, brannte es bis auf die Umfassungsmauern aus. Aus den Trümmern konnten eine Glocke und die silberne Taufschale gerettet werden. Auch die Gebäude der Gemeindepflege, Pfarramt und Gemeindehaus wurden völlig zerstört. Um 1954 wurden die letzten Überreste gesprengt und das Grundstück enttrümmert. Das Pfarrhaus mit dem Gemeindesaal wurde wiederaufgebaut und am 22. September 1957 geweiht. Die erhaltene Glocke ist vor dem Pfarrhaus an der Haydnstraße angebracht.